# 罗伯特·柯里·卡梅伦
罗伯特·柯里·卡梅伦（Robert Curry Cameron，1925年—1972年）是一位美国天文学家。
1950年4月20日，他在美国印第安纳州发现并以他妻子的名字命名了小行星1575 威妮弗蕾德。。
他是美国为发射首艘探险者1号卫星，所选择的在约翰内斯堡建立和管理卫星跟踪站的8位天文学家之一。从南非返美后，他和妻子一起被美国国家航空航天局雇用，俩人都工作于绿带城戈达德太空飞行中心，成为当时唯一一对在美国宇航局工作的夫妻。1965年他编辑发表了《磁性及相关恒星》—一系列在马里兰州绿带城研讨会上提交的论文。
月球上的卡梅伦陨石坑就是以他的名字命名的。 

## 备注
1. ↑  .   [2017-10-05]. （原始内容存档于2019-12-16）.
2. ↑  .   [2017-10-05]. （原始内容存档于2005-03-28）.